# جدد (المخادر)

تعديل مصدري - تعديل

جدد هي إحدى قرى عزلة الشرف بمديرية المخادر التابعة لمحافظة إب، بلغ تعداد سكانها 151 نسمة حسب تعداد اليمن لعام 2004.